# Йоріс Крамер
Йоріс Крамер (нід. Joris Kramer, 2 серпня 1996, Гейло) — нідерландський футболіст, захисник «Неймегена».

## Кар'єра
Грав у молодіжній академії АЗ, двічі був у заявці першої команди на матч в сезоні 2014/15, втім так за неї і не дебютував. У сезоні 2016/17 був орендований «Дордрехтом», де дебютував у професіональному футболі 5 серпня 2016 року. Це сталося в домашньому матчі проти клубу «Осс» (1:1). 21 жовтня 2016 року він забив свій перший гол, в домашньому матчі проти «Алмере Сіті» (1:4). Наступні два сезони він грав за «Йонг АЗ» у Еерстедивізі, і інколи потрапляв у заявку першої команди.
Дебютував у першій команді АЗ 18 серпня 2019 року в матчі Ередивізі проти «Гронінгена» (0:0), вийшовши на 63 хвилині замість Йорді Класі. Ця гра, утім, залишилася для гравця єдиною в основній команді алкмарського клубу в чемпіонаті.
Протягом 2020–2022 років провів по сезону в оренді за [Камбюр (футбольний клуб)|«Камбюр»]] та «Гоу Егед Іглз», а влітку 2022 року перейшов до «Неймегена».

## Досягнення
«Гоу Егед Іглз»
- Володар Кубка Нідерландів: 2024–25[3]

Особисті
- Команда місяця Ередивізі: листопад 2024[4]